# I. Thierry flamand gróf
Thierry d’Alsace (1099/1101 – Gravelines, 1168. január 17.) lotaringiai hercegi családból származó nemesúr. Anyja révén I. Róbert flamand gróf unokája és 1128-ban megválasztották flamand grófnak.

## Élete

### Küzdelmei a grófi címért

Flandria címere

Apja II. Thierry lotaringiai herceg (? – 1115. január 23.), anyja Gertrude de Flandre (? – 1125/26). Anyja I. Róbert flamand gróf hatodik gyermeke volt. Miután 1127-ben Bruggében meggyilkolták I. Károly flamand grófot, a flamand nemesség egy része Guillaume Clitonnak ajánlotta fel a grófi címet, amit VI. Lajos francia király is támogatott. William, bár VII. Balduin flamand gróf védence volt és udvarában nevelkedett, semmilyen örökletes joggal nem rendelkezett a grófi címre. Ezért a flamand nemesség egy része, illetve a várost, Gent vezetésével, Thierry-nek ajánlották fel a címet, őket I. Henrik angol király támogatta. Lille városa 1127. augusztus 1-jén felkelt Vilmost ellen, amit 1128. február 8-án Saint-Omer városa követett. Thierry ekkor elfoglalta Lille, Furnes és Gent városait és 1128. március 30-án Bruggében a flamand városok és nemesség képviselői megválasztották grófnak.
VI. Lajos ennek ellenére elérte, hogy Reims érseke kiközösítse és a király ostrom alá vette Lille városát, azonban visszavonulni kényszerült, amikor Henrik angol király Thierry segítségére sietett. Az ezt követő csatározások során Thierry vereséget szenvedett Tielt és Oostkamp közelében és Brugge városába kellett visszahúzódnia. Azonban innen is menekülnie kellett és Aalst városába a húzódott vissza, ahol Vilmos, I. Gottfried leuveni gróf és Lajos seregei ostrom alá vették. Vilmos 1128. június 28-án Aalst ostroma közben szerzett sebeibe belehalt és ezzel Thierry maradt az egyetlen jogos követelő a grófi címre.
Thierry Gent városában rendezte be udvarát és hamarosan az összes flamand város elismerte fennhatóságát, csakúgy mint Henrik angol király, aki minden, Angliában tartózkodó flamand nemesurat felszólított, hogy hűséget esküdjön Thierry-nek. Thierry 1132-ben hűséget esküdött VI. Lajosnak, részben azért, hogy elnyerje a király támogatását IV. Balduin hainaut-i gróf ellen, aki a flamand területeket fenyegette.

### Szentföldi utazásai
1133-ban meghalt első felesége, aki csak egy lánygyermeket hagyott maga után. 1134-ben ismét megnősült, felesége ekkor Anjou Szibilla, Guillaume Cliton első felesége, akitől vérrokonság miatt el kellett válnia. 1139-ben Jeruzsálembe meg zarándoklatra, ezt volt az első négy szentföldi utazása közül. Thierry sikeres hadjáratot vezetett Caesarea Phillippi ellen és elfoglalta a várost, később apósával együtt harcoltak Gilead megszállása során. Thierrynek azonban hamarosan vissza kellett térni Flandriába, hogy elfojtson egy lázadást Alsó-Lotaringia hercegségében, amit akkor III. Gottfried leuveni herceg uralt.
1147-ben csatlakozott VII. Lajos francia királyhoz, aki a második keresztes hadjáratot vezette. Thierry irányította a sereg átkelését a Maeander folyón Anatóliában, majd harcolt az Attalya mellett vívott csatában 1148-ban. Miután a sereg megérkezett Jeruzsálembe, részt vett a legfontosabb nemesurak tanácskozásán Akrában, ahol Damaszkusz megtámadását határozták el.
Thierry részt vett Damaszkusz ostromában, amit felesége féltestvére, III. Balduin jeruzsálemi király irányított. Még a város bevétele előtt Thierry bejelentette igényét Damaszkuszra és ebben Balduin, VII. Lajos francia király és III. Konrád német-római császár is támogatták. A helyi nemesek inkább Guy Brisebarre-t támogatták, de végül ennek sem volt jelentősége, mert nem sikerült Damaszkuszt megadásra kényszeríteni.
Távollétét kihasználva IV. Balduin hainaut-i gróf betört Flandriába, elfoglalta és felégette Artois tartományt. Thierry feleségét, Szibillát hagyta meg Flandria régensének, aki meglehetősen erőteljesen reagált Balduin provokálására és feldúlta az Hainaut-i grófságot. A két fél végül a reimsi érsek közvetítésével békét kötött. Amikor Thierry 1150-ben visszatért a Szentföldről, nem elégedett meg a békekötéssel és megtámadta Hainaut-t és Bouchain mellett vereséget mért Balduinra I. Henrik namuri gróf és Henrik, Liege püspökének segítségével. A rá következő béketárgyalások során Thierry egyik lányát, Margitot Balduin fiához, a későbbi V. Balduin hainaut-i grófhoz adta feleségül.
Thierry igyekezett további dinasztikus házasságokkal növelni területeit: 1156-ban legidősebb fiának szerzett feleséget Vermandois Erzsébet személyében, aki I. Raoul vermandoisi gróf lánya és örököse volt. Még ebben az évben visszatért a Szentföldre, ekkor már felesége is elkísérte. Részt vett III. Balduin oldalán Shaizar ostromában, de még az ostrom befejezése előtt vita tört ki Thierry és Châtillon Rajnald antiochiai fejedelem között a város tulajdonjogáról és a város muzulmán kézen maradt. Thierry 1159-ben visszatért Flandriába, de Szibilla megtagadta, hogy visszatérjen és a betlehemi Szt. Lázár kolostor apácája lett. Távollétük alatt Fülöp volt Flandria régense, aki Thierry visszatérése után is társ-gróf maradt.
1164-ben még egyszer visszatért a Szentföldre, akkor Amalrik jeruzsálemi király kíséretében (aki szintén Szibilla féltestvére volt) és részt vett Antiókia és Tripoli ostromában. 1166-ban tért vissza Flandriába, ahol felvett egy datolyapálmát a grófi pecsétre.
1168. február 4-én halt meg Gravelines közelében, és a watteni apátságban temették el, félúton Saint-Omer és Gravelines között. 40 éves uralkodása meglehetősen eseménytelen volt Flandriában, az hainaut-i grófok időnkénti betörésétől eltekintve. A flamand grófságra jellemző, magas fokon szervezett és meglehetősen hatékony közigazgatási rendszer kiépítése Thierry uralkodása alatt kezdődött meg. Ezzel együtt járt egy jelentős gazdasági és kereskedelmi fellendülés, amit igencsak elősegítettek az Angliával ápolt jó kapcsolatok – később a flamand textilipart éppen az angol és a skót gyapjú feldolgozása futtatta fel.

## Családja és leszármazottai
Első felesége Suanhilde (? – 1132. szeptember 4.), akinek leszármazása nem ismert, de több forrás is említi, hogy közeli vérrokonságban állt a gróffal. A házasságból egy lánygyermek ismert:
- Lauretta de Flandre (1120 – Brüsszel, Voorsti Apátság, 1170)[10] Lauretta négyszer házasodott. Első férje (1139. szeptember 22.) Iván aalsti gróf, II. Balduin genti gróf fia (? – 1145. augusztus 8.)[11] Második férje (1150) Henrik Comte d'Arlon, később II. Henrik limburgi herceg (? – Róma, 1167. augusztus), III. Walerán arloni gróf, limburgi és alsó-lotaringiai herceg fia. Ezt a házasságot később vérrokonság miatt felbontották. 1152-ben ment hozzá harmadik férjéhez, I. Raoul vermandois-i grófhoz (1094 – 1152. október 13.), aki még abban az évben elhunyt. Negyedik, utolsó házasságát 1152/59-ben kötötte, férje I. Henrik namuri és luxemburgi gróf (1111 – 1196. augusztus 14.), I. Godfrey namuri gróf és Ermesinde de Luxembourg fia. Lauretta 1163-ban elhagyta negyedik férjét és azután sem volt hajlandó visszatérni, hogy Cambrai püspöke kiátkozta. A Brüsszel közelében lévő voorsti apátságba vonult vissza és ott is halt meg. A házasságból nem született gyermek.

Második felesége (1134) Sibylle d’Anjou (1112/16 – Betlehem, 1165), Guillaume Cliton első felesége, akiknek házasságát vérrokonság miatt a pápa felbontotta. Sibylle apja V. Fulk Anjou grófja, anyja Aremburge de Maine. Sibylle első házasságát apja szervezte, aki ezzel is igyekezett támogatni Clitont I. Henrik angol király elleni küzdelmében. Sibylle 1147-ben férjével tartott, amikor az a második keresztes hadjáratra indult. 1157-ben, férje harmadik szentföldi útján ismét vele tartott, de ekkor már nem tért vissza Európába, hanem a betlehemi Szt. Lázár kolostorba vonult vissza. Mélisende jeruzsálemi királynő halála (1161) után meglehetősen befolyásos pozícióra tett szert a jeruzsálemi király udvarban. A házasságból hét gyermek született:
- Balduin (? – 1154 előtt)[16][17]
- Fülöp (? – Akkra, 1191. július 1.)[16] 1157-ben, mikor szülei a Szentföldre indultak, apja megtette Flandria régensének és 1159-es visszatérése után is Fülöp intézte a napi adminisztráció nagy részét.[18] 1167-ben Vermandois grófja lett, amely címet felesége, révén kapta meg. 1168-tól I. Fülöp néven flamand gróf.
- Máté (1137 – Driencourti csata, 1173. december 25.)[16] 1160-ban felesége révén Boulogne grófja, és 1166-ban bátyja oldalán vett részt a Holland Grófság elleni hadjáratban[19] 1173-ban VII. Lajos francia király seregének flamand részét vezette a II. Henrik angol király elleni normandiai hadjáratban, amikor Driencourt ostroma során halálos sérülést szenvedett.[20][21] A közeli Saint-Josse apátságban temették el.[22] Első felesége (1160 körül) Marie de Blois, Boulogne grófnője (1136 – Montreuil, 1182), I. István angol király és felesége, Matilda Boulogne-sur-Mer grófnőjének lánya.[23] Mária fiatalkorában a kenti Lillechurch Priory kolostor növendéke volt, majd a Romsey Abbey (Hampshire) apácája lett 1148 és 1155 között. 1155-ben megválasztották Romsey főnővérévé. 1159-ben bátyja után örökölte Boulogne-sur-Mer grófi címét. 1160-ban Máté a kolostorból rabolta és kényszerítette házasságra, amit 1169/70-ben érvénytelenítettek.[24] Ezután Mária a St Austrebert zárdába vonult vissza, Montreuil közelébe és ott is halt meg. Máté második felesége (1171) Eleonore de Vermandois (1148/49 – 1213. június 19/21.), I. Raoul Vermandois és Valois grófja és Aélis (Petronille) d'Aquitaine lánya, Godfrey de Hainaut oostrevanti és IV. Vilmost neversi grófok özvegye.[25] Eleonor 1183-ban, nővére halála után magának követelte a Vermandois grófnője, majd 1186-ban örökölte a Valois grófnője címet. 1192-ben lett Vermandois grófnője. Máté halála után 1175-ben újra házasodott, negyedik férje III. Máté Beaumont-sur-Oise grófja. Máté első házasságából két lánygyermek született:
  - Ida (1160/61 – 1216. április 21.)[26] 1173-ban örökölte apja halála után örökölte a Boulogne grófnője címet. Első férje (1181) Gerhard van Gelderland gróf (1140 – 1181), aki röviddel a házasságkötés után meghalt.[27] Második férje (1183) IV. Bertold, Zahringen hercege (? – 1186. szeptember 8.)[28] Harmadik férje (1190) Renaud de Dammartin (1165/70 – 1217. április 21.), 1200-tól Dammartin grófja.[29]
  - Matilda (1170 – Leuven, 1210. október 16.)[26][30][31] Férje (1180) Henrik de Brabant (1165 – Köln, 1235. szeptember 5.), apja VII. Godfrey alsó-lotaringiai herceg, Leuven grófja és Brabant hercege, anyja Margareta van Limburg. Henrik 1180-ban örökölte Alsó-Lotaringia hercegi címét, 1183-tól leuveni gróf, 1191-től brabanti herceg.
  - Máté második házasságából egy ismeretlen lánygyermek született.[32]
- Péter (? – 1176. augusztus) A bruggei és Szt. Omer-i apátságok prevostja. 1167-ben megválasztották Cambrai püspökének,[33] de 1173-ban bátyja, Máté halála után lemondott egyházi tisztségeiről és feleségül vette Nevers grófnőjét. 1175-től viselte a Nevers grófja címet. Felesége Madilda de Bourgogne (1150 – 1219. december 17.), Rajmond de Bourgogne lányát, valamint II. Odó Issoudun hűbérurának és I. Guy neversi gróf özvegyét.[34][35] 1177/80 körül ismét házasodott, férje Robert de Dreux, de a házasságot vérrokonság miatt 1181-ben érvénytelenítették. Ezután a Fontevrault-i kolostorba vonult vissza. Péter és Matilda házasságából egy lánygyermek született:
  - Sibylla (1176/77 – 1236)[36] Saint-Vlaast, Lillers és Vladslo úrnője, férje (1193 körül) Robert de Wavrin, Flandria helytartója (seneschal) (? – 1197)
- Gertrude (? – 1186 után)[37][38] Első férje III. Humbert Maurienne és Savoy grófja (1136 – 1189. március 4.), de a házasságot 1162-ben felbontották. Második férje (1162 után) III. Hugó d'Oisy, Cambrai várnagya (? – 1189. augusztus 29.). Második férje halála után apáca lett Messines kolostorában.[39]
- Margit (1145 – 1194. november 15.)[37][38] Első férje II. Raoul Vermandois grófja, de a házasságot nem hálták és végül felbontották (Raoul leprás lett).[40] Második házasságát bátyja, Fülöp gróf azért szervezte, hogy javítsa Flandria és Hainaut grófságok kapcsolatát. Férje (1169) hainaut-i Balduin (1150 – Mons, 1195. december 17.), IV. Balduin hainaut-i gróf és felesége Alice de Namur fia.[41][42] Margit és Balduin 1191-ben közösen örökölték a grófi címet, utóbbi mint VIII. Balduin flamand gróf. Balduin emellett 1171-ben, apja halála után, Hainaut grófja lett V. Balduin néven.
- Matilda (? - ?) Csak az Europäische Stammtafeln jegyezte fel, mint Thierry lányát, de a korabeli krónikák nem említik. Fontevrault apátnője.

Thierry grófnak három törvénytelen gyermeke ismert:
- Gerard d'Alsace (? - 1206) Anyja ismeretlen. Brugge provostja, majd később Flandria kancellárja. XI. Balduin gróf (később I. Balduin latin császár) távollétében a régensi tanács tagja a kiskorú Johanna nevében.
- Bron Vilmos (? - 1167 körül) I. Fülöp flamand gróf adományozott birtokot Vilmos emlékére ("fratris mei W. cognomine Bron") 1167-ben amit egy bizonyos Krisztina, Vilmos özvegye tanusított.[43] Egy gyermeke született:
  - Bron Vilmos (? - 1202 vagy után) I. Balduin latin császár bocsátott ki 1202-ben egy oklevelet, amelyben megnevezte Vilmost: "Wilhelmus Brohon consanguineus meus, filius Wilhelmi Brohon"[43]
- Conon[44]